# Southern Emigrant Trail
Il Southern Emigrant Trail, noto anche come Gila Trail, Kearny Trail, Southern Trail e Butterfield Stage Trail, era un'importante via di terra per l'immigrazione in California dagli Stati Uniti orientali che seguirono il Santa Fe Trail in Nuovo Messico durante la corsa all'oro californiana. A differenza delle rotte più settentrionali, i carri pionieri potevano viaggiare tutto l'anno, i passi di montagna non venivano bloccati dalle nevi, ma aveva lo svantaggio del caldo estivo e della mancanza d'acqua nelle regioni desertiche attraverso cui passava nel Territorio del Nuovo Messico e nel deserto del Colorado in California. Successivamente, fu una rotta di viaggio e commercio tra gli Stati Uniti orientali e la California. Numerose mandrie di bovini e ovini venivano guidati lungo questa rotta e fu seguita dalla San Antonio-San Diego Mail Line dal 1857 al 1858 e poi dal Butterfield Overland Mail dal 1858 al 1861.